# Lueget, vo Berg und Tal
Lueget, vo Berg und Tal (Miren como en la montaña y el valle) es un volkslied suizo del siglo XIX. El autor de la letra fue el historiador suizo Josef Anton Henne y el compositor fue el suizo Ferdinand Huber. El título original de la canción era Abendlied der Wehrliknaben in Hofwyl.
Lueget, vo Berg und Tal ha sido interpretada por el músico Florian Ast, el cantautor Linard Bardill y la actriz Jelena Wiktorowna Panowa en la película Beresina oder Die letzten Tage der Schweiz. Radio Suiza Internacional adoptó los primeros compases de Lueget, vo Berg und Tal como su señal de intervalo.

## Letra
Fuente: Swissinfo.
L ueget, vo Berg und Tal
flieht scho der Sunnestrahl!
Lueget uf Auen und Matte
wachse die dunkele Schatte:
D'Sunn uf de Berge no stoht!
O, wie si d'Gletscher so rot!
L ueget do aben a See!
Heimetzue wendet si's Veh;
loset, wie d'Glogge, die schöne,
fründlig im Moos is ertöne.
Chüeserglüt, üseri Lust
tuet is so wohl i der Brust!
S till a de Berge wird's Nacht,
aber der Herrgott dä wacht.
Gseht-er sälb Sternli dört schine?
Sternli, wie bisch du so fine!
Gseht-er, am Nebel dört stoht's!
Sternli, Gott Grüeß di, wie goht's!
L oset, es seit is: "Gar guet.
Het mi nit Gott i der Huet?
Frili, der Vater von alle
loht mi gwüß währli nit falle.
Vater im Himmel, dä wacht.
Sternli, liebs Sternli, guet Nacht!